# Fun (álbum)
Fun é um álbum de estúdio do cantor e compositor estadunidense Daniel Johnston. Foi seu primeiro grande lançamento através de uma gravadora, bem como seu único álbum pela Atlantic Records. O álbum foi produzido por Paul Leary, membro do Butthole Surfers.
Em 1993, Johnston, que estava ganhando bastante popularidade (principalmente devido ao constante uso de uma camiseta com a emblemática capa de seu álbum Hi, How Are You por Kurt Cobain), teve um contrato oferecido pela Elektra Records. Embora fosse bastante favorável à Johnston (que estava internado em um hospital psiquiátrico nesse período), o acordo foi recusado pois Johnston acreditava que a empresa tivesse ligações com Satanás, já que a gravadora era a mesma da banda Metallica (que Johnston achava ser comandada pelo demônio). Também crendo que seu administrador estava possuído por Satanás, o cantor demitiu-o e continuou a procura por outra gravadora. Johnston assinou com a Atlantic Records e lançou Fun em 1994 enquanto ainda residia em um hospital psiquiátrico. O álbum foi um fracasso comercial vendendo somente 5.800 cópias e, em 1996, dois anos após o lançamento, Johnston foi removido do selo da Atlantic Records.

## Faixas
1. "Love Wheel"
2. "Life In Vain"
3. "Crazy Love"
4. "Catie"
5. "Happy Time"
6. "Mind Contorted"
7. "Jelly Beans"
8. "Foxy Girl"
9. "Sad Sack and Tarzan"
10. "Psycho Nightmare"
11. "Silly Love"
12. "Circus Man"
13. "Love Will See You Through"
14. "Lousy Weekend"
15. "Delusion + Confusion"
16. "When I Met You"
17. "My Little Girl"
18. "Rock 'n' Roll / EGA"